# Heraldia
Heraldia is een monotypisch geslacht van straalvinnige vissen uit de familie van zeenaalden en zeepaardjes (Syngnathidae).

## Soort
- Heraldia nocturna Paxton, 1975